# William E. Lansing

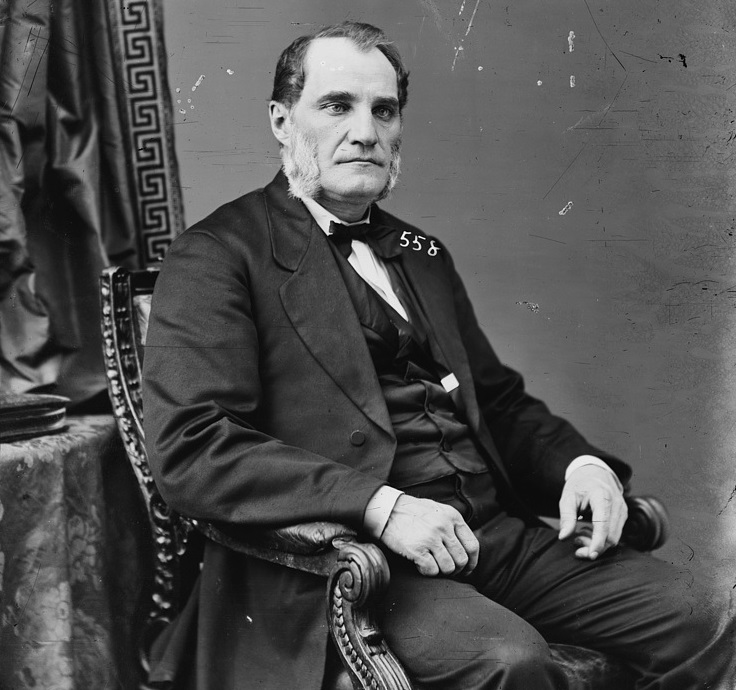
William E. Lansing

William Esselstyne Lansing (* 29. Dezember 1821 in Perryville, New York; † 29. Juli 1883 in Syracuse, New York) war ein US-amerikanischer Jurist und Politiker. Zwischen 1861 und 1863 sowie zwischen 1871 und 1875 vertrat er den Bundesstaat New York im US-Repräsentantenhaus.

## Werdegang
William Esselstyne Lansing wurde ungefähr sechs Jahre nach dem Ende des Britisch-Amerikanischen Krieges im Madison County geboren. Er besuchte Gemeinschaftsschulen. 1841 graduierte er am Cazenovia Seminary. Er studierte Jura in Utica. Nach dem Erhalt seiner Zulassung als Anwalt 1845 begann er in Chittenango zu praktizieren. Ungefähr ein Jahr später brach der Mexikanisch-Amerikanische Krieg aus. Zwischen 1850 und 1853 war er Bezirksstaatsanwalt im Madison County. Dann wurde er 1853 Präsident in der Village von Chittenango – ein Amt, welches er bis 1855 innehatte. Zwischen 1855 und 1858 war er als County Clerk tätig. Politisch gehörte er der Republikanischen Partei an.
Bei den Kongresswahlen des Jahres 1860 für den 37. Kongress wurde Lansing im 22. Wahlbezirk von New York in das US-Repräsentantenhaus in Washington, D.C. gewählt, wo er am 4. März 1861 die Nachfolge von Moses Lindley Lee antrat. Da er auf eine erneute Kandidatur 1862 verzichtete, schied er nach dem 3. März 1863 aus dem Kongress aus. Seine Amtszeit war vom Bürgerkrieg überschattet. 1870 kandidierte er für den 42. Kongress. Nach einer erfolgreichen Wahl trat er am 4. März 1871 die Nachfolge von John C. Churchill an. Er wurde einmal wiedergewählt. Da er auf eine erneute Kandidatur 1874 verzichtete, schied er nach dem 3. März 1875 aus dem Kongress aus.
Nach seiner Kongresszeit ging er 1876 in Syracuse seiner Tätigkeit als Anwalt nach. Er verstarb dort am 29. Juli 1883 und wurde dann auf dem Oakwood Cemetery in Chittenango beigesetzt.